# ین لو
ین لو (انگلیسی: Yin Lu؛ زادهٔ ۳ ژانویهٔ ۱۹۸۹) بازیکن فوتبال اهل جمهوری خلق چین است.
از باشگاه‌هایی که در آن بازی کرده‌است می‌توان به باشگاه فوتبال جیانگسو سونینگ اشاره کرد.